# 670 Ottegebe
Ottegebe (asteróide 670) é um asteróide da cintura principal com um diâmetro de 34,07 quilómetros, a 2,2670418 UA. Possui uma excentricidade de 0,1915341 e um período orbital de 1 715,08 dias (4,7 anos).
Ottegebe tem uma velocidade orbital média de 17,78663686 km/s e uma inclinação de 7,5316º.
Esse asteróide foi descoberto em 20 de Agosto de 1908 por August Kopff.